# Indicán
El indicán, indicano o índican es un β-glucósido, precursor del índigo, un colorante. Su hidrólisis genera una glucosa y un indoxilo. Se puede obtener a partir de Indigofera tinctoria o Polygonum tinctorum, a través de procesos de extracción con agua. También está presente en la orina, circunstancia detectada por el químico inglés Henry Edward Schunck y posteriormente confirmada por el alemán Felix Hoppe-Seyler, hacia 1863. Tiene sabor amargo.